# Lycium eenii
Lycium eenii ist eine Pflanzenart aus der Gattung der Bocksdorne (Lycium) in der Familie der Nachtschattengewächse (Solanaceae).

## Beschreibung
Lycium eenii ist ein meist 1 bis 2, selten bis 4 m hoher, starrer, gelegentlich niederliegender Strauch. Seine Laubblätter sind unbehaart, 20 bis 30 mm lang und 8 bis 12 mm breit.
Die Blüten sind zwittrig und fünfzählig. Der Kelch ist röhrenförmig und besitzt eine 6 bis 7 mm lange Kelchröhre, die mit 1 bis 2 mm langen Kelchlappen besetzt ist. Die Krone ist halbkugelförmig und spreizend, sie ist grünlich-weiß gefärbt und besitzt purpurne Adern und Kronlappen. Die Kronröhre erreicht eine Länge von 12 bis 15 mm, die Kronlappen werden 2,5 bis 3 mm lang. Die Staubfäden sind im unteren Viertel spärlich behaart.
Die Frucht ist eine eiförmige, rote Beere, die 7 bis 8 mm lang und 4 bis 5 mm breit wird.

## Vorkommen
Die Art ist auf dem Afrikanischen Kontinent verbreitet und kommt dort auch in ganz Namibia vor.

## Systematik
Innerhalb der Bocksdorne (Lycium) wird die Art nach phylogenetischen Untersuchungen in eine Klade mit anderen altweltlichen Arten der Gattung gruppiert. Innerhalb dieser Klade ist die Art nahe verwandt mit den Arten Lycium acutifolium, Lycium shawii, Lycium schweinfurthii, Lycium bosciifolium, Lycium hirsutum und Lycium villosum.

## Belege
- J.S. Miller und R.A. Levin: Lycium eenii. In: Project Lycieae
- Rachel A. Levin et al.: Evolutionary Relationships in Tribe Lycieae (Solanaceae). In: D.M. Spooner, L. Bohs, J. Giovannoni, R.G. Olmstead und D. Shibata (Hrsg.): Solanaceae VI: Genomics meets biodiversity. Proceedings of the Sixth International Solanaceae Conference, ISHS Acta Horticulturae 745, Juni 2007. ISBN 978-90-6605-427-1. S. 225–239.